# Spede Pasanen

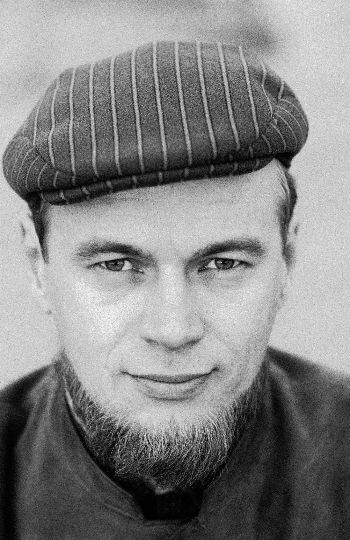
Spede Pasanen en 1964

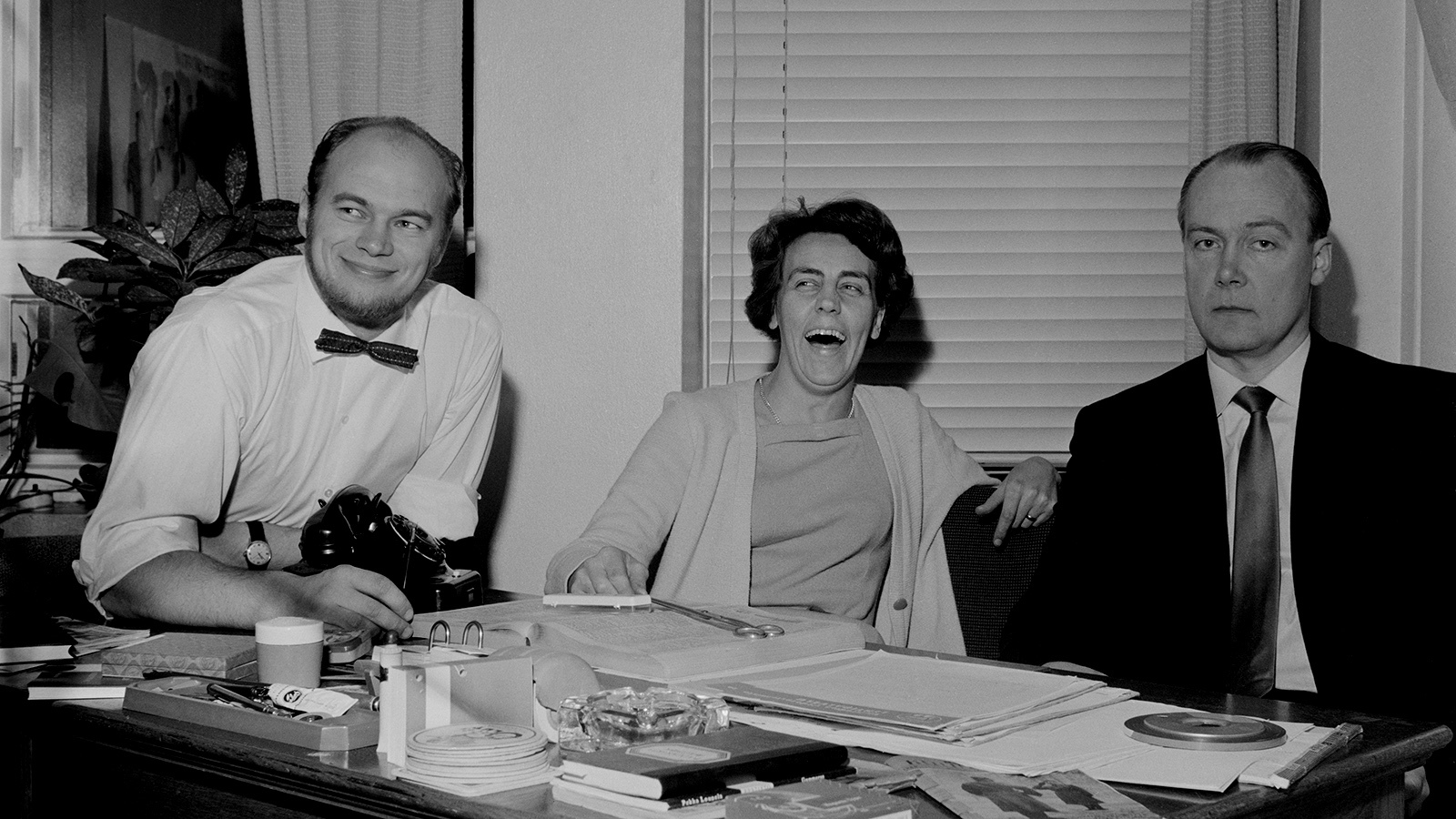
Pertti Pasanen (izq.) con Aune Haarla y Antero Alpola en 1960

Spede Pasanen (10 de abril de 1930 - 7 de septiembre de 2001) fue un actor, guionista, productor y director finlandés, conocido por su trabajo en las producciones televisivas Spede Show y Speden Spelit.

## Biografía
Su verdadero nombre era Pertti Olavi Pasanen, y nació en Kuopio, Finlandia. Su nombre artístico, "Spede", deriva de un apodo anterior, "Speedy", que se refería a su fuerza como jugador de hockey sobre hielo en su infancia.

### Radio
En los años 1950 y 1960 Spede fue un notable comediante radiofónico. Trabajó para Yleisradio en 1956 y 1959. Su programa radiofónico más popular fue Ruljanssiriihi, en el cual se combinaban actuaciones musicales con la comedia, y que posteriormente se llamó Hupiklubi. Spede y el actor Leo Jokela crearon además un personaje llamado G. Pula-Aho, al cual daba voz Jokela.
Otros programas radiofónicos de Spede fueron Tervahöyry Hyrskynmyrskyn suvisilla laineilla, Hyvää iltaa – tulkaa mukaan y Kesäterässä.

### Cine
Tras haber hecho varios papeles de reparto en los años 1950, Spede hizo su primer papel protagonista en 1964 con X-Paroni, la cual escribió y dirigió junto a Jaakko Pakkasvirta. El éxito de la película le llevó a dirigir Millipilleri, film que presentó al público al actor Simo Salminen, el cual pasó a formar parte de la compañía de actores de Spede, a menudo como compañero de los personajes interpretados por Spede. Fue también la primera película de Spede codirigida con Jukka Virtanen y Ere Kokkonen, que se alternaron en la dirección de las futuras producciones de Spede, en las cuales el cineasta de centraba en el guion y en la producción.
En 1967 rodó Noin Seitsemän Veljestä, una parodia de Robin Hood en la cual Spede presentó a Vesa-Matti Loiri como actor adulto. El éxito de sus películas llevó a Spede a estrenar tres títulos en 1969, Näköradiomiehen ihmeelliset siekailut, Leikkikalugangsteri y Pohjan Tähteet, ésta su primera película en color. La primera tuvo bastante éxito, a pesar de ser un film más serio, al igual que la comedia Leikkikalugangsteri, pero Pohjan Tähteet no alcanzó el resultado esperado, aunque recibió un Premio Jussi por el trabajo de Kari Sohlberg.
Spede tuvo también éxito con Speedy Gonzales – noin 7 veljeksen poika y con la tragicomedia Jussi Pussi, ambas estrenadas en 1970. Sin embargo, Spede tuvo que financiar la mayor parte de sus filmes en ese período a causa de su mala relación con la Fundación del Cine de Finlandia (Suomen elokuvasäätiö).
En 1971 Spede estrenó tres filmes, Kahdekses Veljes (su debut como director en solitario), Hirttämättömät (secuela de Speedy Gonzales), y Saatanan Radikaalit, que dirigió junto a los actores Paavo Piironen, Heikki Nousiainen, Timo Nissi y Heikki Huopainen. Las tres películas no recibieron una gran acogida, lo cual hizo que Spede pasara dos años sin hacer cine, dedicándose en cambio a la televisión. Sin embargo, Spede ganó el Premio Jussi de 1971 por su trabajo en los tres filmes.
Spede estrenó en 1973 su primera cinta del personaje Uuno Turhapuro. Para ahorrar costos, Spede filmó y editó la película en video, pero hubo de adaptarse para su distribución en salas. Uuno fue un éxito, y otras cuatro producciones del personaje se estrenaron en los años 1970. Spede retomó los rodajes de comedias de pequeño presupuesto con la cinta de 1974 Viu-Hah-Hah-Taja, dirigida por Ere Kokkonen y con los actores de la compañía de Spede. Spede solo hizo un cameo y no aparecía en los créditos como guionista. En 1979 estrenó Koeputkiaikuinen ja Simon enkelit, su primera película en color desde Pohjantähteet. La película fue un éxito, y llevó a la secuela Tup Akka Lakko, estrenada al siguiente año.
En la década de 1980, la serie Uuno llegó al pico de su fama gracias a Uuno Turhapuro armeijan leivissä (1984), la película más popular de la cinematografía finlandesa hasta aquella fecha. Spede hacía películas con periodicidad anual trabajando con sus actores habituales, siendo algunas de sus películas Kliffaa Hei, Pikkupojat, Fakta Homma y Onks Viljoo Näkyny. 
En la década de 1990, Spede se enfocó casi exclusivamente en la producción que en la dirección y los guiones, trabajando cada vez mayor tiempo en la televisión. En esa época su relación con Suomen elokuvasäätiö había mejorado y obtuvo garantías para poder rodar la mayor parte de sus filmes. Su última película dirigida por él fue Naisen Logiikka, estrenada en 1999 aunque su producción se inició en 1992. 

### Televisión
A partir de 1964, Spede empezó un programa en directo de 15 minutos para Yleisradio. El show alternó los títulos Spedevisio, Speden Saluuna y Spede Show, y utilizó muchos de los actores de la compañía de Spede. Spede actuó en televisión continuamente hasta 1976, cuando empezó a centrarse en el cine.
Sin embargo, a partir de 1981 volvió a centrarse en la televisión. Trabajando para el nuevo canal Mainos-TV, Spede, junto a Simo Salminen, Vesa-Matti Loiri y Hannele Lauri, formó parte de un reparto regular emitiendo diferentes pequeños espacios. El nuevo Spede Show continuó emitiéndose hasta 1987, año en el que Vesa-Matti Loiri lanzó un show propio. A lo largo de esa década, Spede produjo otros programas tales como la comedia Fakta Homma y el show Kymppitonni, presentado por Riitta Väisänen.
En los años 1990, Spede produjo los shows de Aake Kalliala y Pirkka-Pekka Petelius Pulttibois y Tsa Tsa Tsaa, así como el concurso Speden Spelit. Pasanen también produjo programas más dramáticos como Hynttyyt Yhteen, Blondi Tuli Taloon, Ihmeiden tekijät y Parhaat Vuodet. Muchos de dichos programas fueron estables en MTV3, emitiéndose a lo largo de varias temporadas. Spede también trabajó en la serie Kuumia Aaltoja, emitida en 2003, dos años tras su muerte.

### Otras actividades
Pasanen fue también inventor. Registró más de 50 patentes, y muchas de sus películas incluyen artilugios de estilo Rube Goldberg. Entre sus invenciones figuran un impulsor para saltos de esquí, un amortiguador de los movimientos de las embarcaciones, y candelabros auto extinguibles.

### Vida personal
Spede estuvo casado con Pirjo Vainimäki, la primera actriz de su film X-Paroni (1965). Su única hija, Pirre Pasanen, nació ese mismo año. La pareja se separó en los primeros años 1980, divorciándose posteriormente.
Tuvo también una larga relación sentimental con la Miss Europa de 1976, Riitta Väisänen.
El 7 de septiembre de 2001 estaba jugando al golf en Kirkkonummi, Finlandia, cuando empezó a encontrarse mal. Llevado a la sede del campo, su estado empeoró y falleció. Se atribuyó la muerte a una cardiopatía isquémica.

## Filmografía

### Guionista, director o productor
- 1964 : X-Paroni (dirigida con Jaakko Pakkasvirta)
- 1966 : Millipilleri
- 1967 : Pähkähullu Suomi
- 1968 : Noin seitsemän veljestä
- 1969 : Näköradiomiehen ihmeelliset siekailut
- 1969 : Leikkikalugangsteri
- 1969 : Pohjan tähteet
- 1970 : Jussi Pussi
- 1970 : Speedy Gonzales – noin 7 veljeksen poika
- 1971 : Saatanan radikaalit (solo productor)
- 1971 : Kahdeksas veljes
- 1971 : Hirttämättömät
- 1973 : Uuno Turhapuro
- 1974 : Viu-hah hah-taja
- 1975 : Professori Uuno D.G. Turhapuro
- 1976 : Lottovoittaja UKK Turhapuro
- 1977 : Häpy Endkö? Eli kuinka Uuno Turhapuro sai niin kauniin ja rikkaan vaimon
- 1978 : Rautakauppias Uuno Turhapuro, presidentin vävy
- 1979 : Koeputkiaikuinen ja Simon enkelit
- 1980 : Tup-akka-lakko
- 1981 : Uuno Turhapuron aviokriisi
- 1981 : Pölhölä
- 1982 : Uuno Turhapuro menettää muistinsa
- 1983 : Uuno Turhapuron muisti palailee pätkittäin
- 1984 : Lentävät luupäät
- 1984 : Uuno Turhapuro armeijan leivissä
- 1985 : Uuno Epsanjassa
- 1985 : Kliffaa hei!
- 1986 : Uuno Turhapuro muuttaa maalle
- 1986 : Liian iso keikka
- 1986 : Pikkupojat
- 1987 : Uuno Turhapuro – kaksoisagentti
- 1987 : Fakta homma!
- 1988 : Tupla-Uuno
- 1988 : Onks' Viljoo näkyny?
- 1990 : Rampe & Naukkis
- 1990 : Uunon huikeat poikamiesvuodet maaseudulla
- 1991 : Uuno Turhapuro, herra Helsingin herra
- 1992 : Uuno Turhapuro, Suomen tasavallan herra presidentti
- 1993 : Uuno Turhapuron poika
- 1993 : Romanovin kivet
- 1994 : Pekko ja Poika
- 1994 : Uuno Turhapuron veli
- 1998 : Johtaja Uuno Turhapuro – pisnismies
- 1999 : Naisen logiikka

### Actor
- 1954 : Laivan kannella
- 1955 : Sankarialokas
- 1955 : Säkkijärven polkka
- 1955 : Villi Pohjola
- 1956 : Tyttö tuli taloon
- 1956 : Tyttö lähtee kasarmiin
- 1956 : Rintamalotta
- 1956 : Anu ja Mikko
- 1957 : Pekka ja Pätkä ketjukolarissa
- 1957 : Vääpelin kauhu
- 1957 : Pekka ja Pätkä sammakkomiehinä
- 1957 : Asessorin naishuolet
- 1958 : Pekka ja Pätkä Suezilla
- 1959 : Ei ruumiita makuuhuoneeseen
- 1961 : Mullin mallin
- 1962 : Taape tähtenä
- 1963 : Hopeaa rajan takaa
- 1969 : Pohjan tähteet
- 1980 : Tup-akka-lakko
- 1981 : Koeputkiaikuinen ja Simon enkelit
- 1985 : Hei kliffaa hei!
- 1986 : Pikkupojat
- 1999 : Naisen logiikka

### Televisión
- 1964, 1971–1976, 1982, 1984-1987 : Spede Show
- 1965 : Speden saluuna
- 1965-1967 : Spedevisio
- 1967-1971 : 50 pientä minuuttia
- 1974 : Robin Hood ja hänen iloiset vekkulinsa Sherwoodin pusikoissa
- 1985-2005 : Kymppitonni
- 1986 : Uuno Turhapuro armeijan leivissä
- 1988–1991 : Vesku Show
- 1988–1990 : Spede Special
- 1989–1991 : Pulttibois
- 1990 : Spedestroikka
- 1991 : Junnutonni
- 1990–1992 : Speden sallitut leikit
- 1991–1992 : Speden tee-se-itse TV
- 1991–1995 : Hynttyyt yhteen
- 1992–2002 : Speden spelit
- 1993–1994 : Tsa Tsa Tsaa
- 1994–1995 : Blondi tuli taloon
- 1996 : Uuno Turhapuro
- 1996–1998 : Ihmeidentekijät
- 2000–2002 : Parhaat vuodet
- 2003 : Kuumia aaltoja